# Nascituro

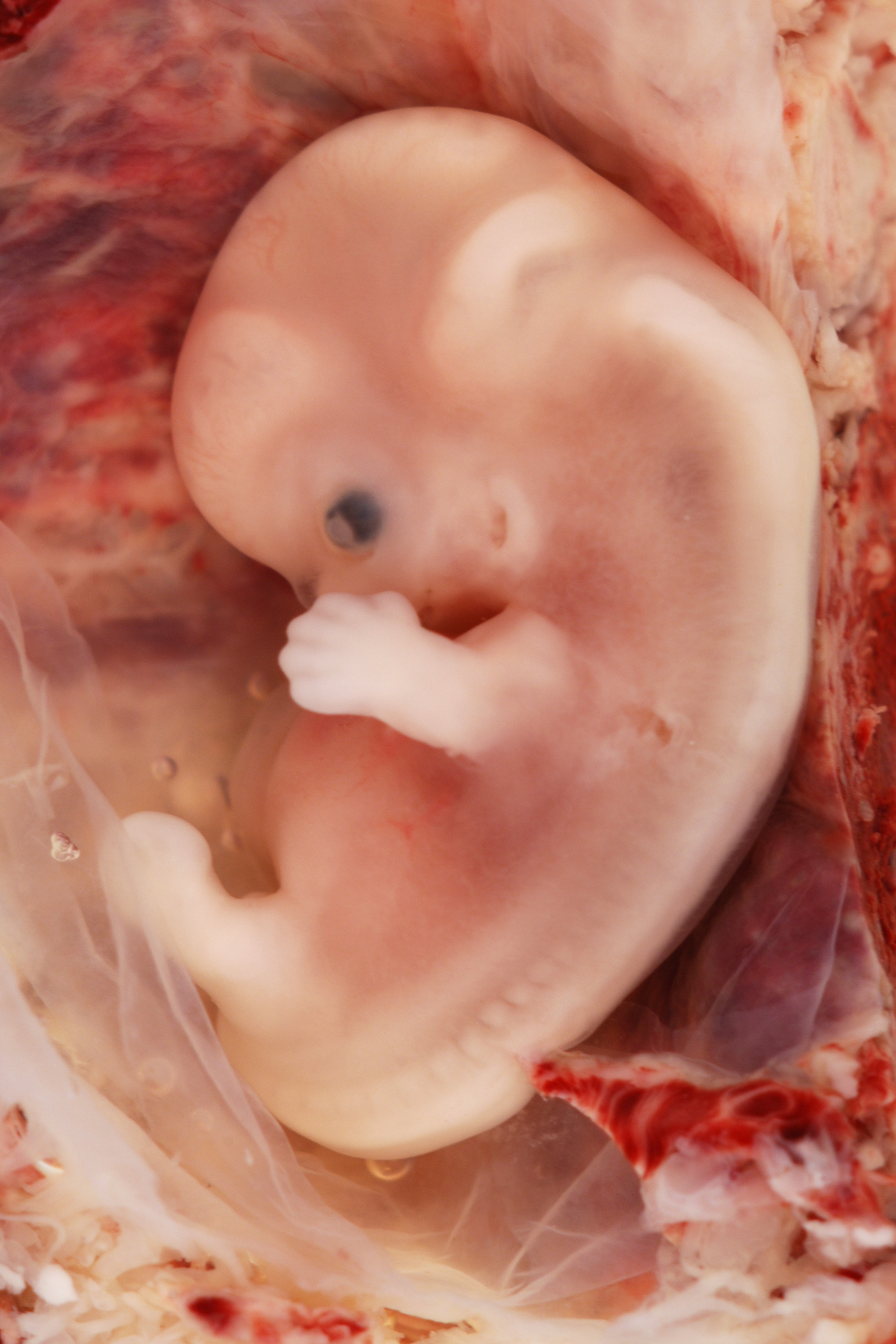
Feto humano.

Nascituro (do latim nasciturus, "aquele que há de nascer") é um termo jurídico utilizado para designar o ente gerado ou concebido, de existência no ventre materno, mas que ainda não nasceu. No direito brasileiro, discute-se se o conceito abrangeria apenas o feto ou também o embrião. Como o nascituro é pessoa ainda não formada, pois de vida intra-uterina apenas, se reveste de notável controvérsia a questão de o nascituro ter ou não personalidade jurídica. 

## Direito Romano
Os romanos não consideravam o nascituro como pessoa natural. Essa visão era fortemente influenciada pelo estoicismo, escola filosófica que acreditava que o feto tinha a natureza de uma planta, e não de um animal. Para o direito romano, o nascituro era uma parte da mãe, considerado uma "porção da mulher ou de suas entranhas" (portio mulieris vel viscerium). Em razão disso, o aborto era moralmente aceito pelos estoicos e pela sociedade romana em geral.  Na lei romana, o aborto era punido por ser considerado uma violação dos direitos paternos de dispor da sua prole, e não como um homicídio.
O direito romano exigia, para o início da personalidade jurídica, não apenas o nascimento com vida, mas também que o recém-nascido tivesse forma humana. No Digesto é afirmado que "não são filhos aqueles que, contra a forma do gênero humano, são gerados contra o normal, como se a mulher tivesse parido algo monstruoso" (non sunt liberi, qui contra formam humani generis converso more procreantur, velluti si mulier monstrosum aliquid aut prodigiosum enixa sit). O Código Civil Português de 1867 tinha previsão nesse sentido, prescrevendo que o embrião, para que pudesse constar em testamento, deveria ter "figura humana". O Código Civil espanhol também apresentava exigência semelhante, dispondo que "para os efeitos civis, só se reputará nascido o feto que tiver figura humana (...)". Essa exigência foi suprimida com a entrada em vigor da Lei de Registro Civil de 2011, passando a legislação a exigir apenas o nascimento com vida e desprendimento do útero.
Apesar do nascituro não ter personalidade jurídica para o direito romano, a esse eram reconhecidos certos direitos, mormente os de natureza patrimonial. Incidia sobre o nascituro o princípio "nasciturus pro iam nato habetur, quotiens de commodis eius agitur (o nascituro se tem por nascido, quando se trata de seu interesse), de modo que o não nascido tinha assegurado a sua parte ou quinhão na herança".

## Visão moderna
Há três posições históricas sobre a personalidade jurídica do nascituro. Uma corrente, denominada natalista, defende que a personalidade jurídica se dá com o nascimento com vida. Para essa teoria, o nascituro é um ente com mera expectativa de direitos. Os direitos reconhecidos ao nascituro não são direitos já constituídos, mas sim direitos em estado potencial, que só vão vir a se formar quando do nascimento. Para essa visão, se o nascituro não nasce com vida, nunca foi sujeito de direito, nunca tendo adquirido direitos. Argumenta essa doutrina que se o feto não vem a termo, ou não nasce vivo, inexistiu no mundo jurídico, não se formando nenhuma relação de direito ou transmitido qualquer direito por intermédio do natimorto. No direito brasileiro, são partidários dessa corrente Caio Mário, Silvio Rodrigues e San Tiago Dantas. Em Portugal, defendem a tese natalista Inocêncio Galvão Teles, José Dias Marques e Luís A. Carvalho Fernandes.
Diversas são as críticas a teoria natalista. Seus críticos alegam que, ao negar a condição de pessoa ao nascituro, essa visão estaria afirmando que o não nascido é na verdade um mero bem, uma coisa. Ademais, categorizar os direitos do nascituro como "expectativa de direito" não explicaria como alguém que não é sujeito, como o nascituro, poderá ter essa expectativa. Nas palavras de Anderson Schreiber, "na expectativa de direito, o direito não existe por completo, mas já existe o sujeito, o que, no caso do nascituro, tecnicamente inexiste". A principal crítica, contudo, se deve ao fato de que muitas legislações, apesar de prescrevem que a personalidade jurídica se inicia no nascimento com vida, asseguram as nascituro diversos direitos. A teoria natalista não conseguiria, portanto, explicar como tais direitos são assegurados a um ente desprovido de personalidade, que nem pessoa é. Por outro lado, a doutrina natalista responde que tais direitos são meramente potenciais, e, por isso, dispensam a personalidade jurídica; equiparam-se, a título de exemplo, à doação à prole eventual de determinado casal. Argumentam os autores natalistas que se a legislação admite a transferência de direitos a alguém de existência futura e incerta, como na doação à prole eventual, na qual se doa bem a herdeiro ainda nem concebido, seria igualmente admitido que o nascituro titularize direitos eventuais, ainda que não fosse pessoa.
Alguns autores concordam com a corrente natalista de que o nascituro não é pessoa natural, mas divergem dessa corrente nos motivos que justificam essa posição. Anderson Schreiber afirma que ao nascituro é conferida uma "proteção objetiva pela ordem jurídica de interesses futuros e eventuais que poderão vir a se converter em direitos no momento do nascimento com vida do seu titular". Segundo o autor, a proteção ao nascituro seria semelhante a proteção conferida à honra e imagem da pessoa já morta. Em sentido semelhante, Nelson Nery Junior e Rosa Maria Andrade Nery defendem que o nascituro, desde a sua concepção, é envolto em "situações jurídicas de vantagem" asseguradas pela legislação. Tais posições jurídicas justificariam a proteção conferida ao nascituro, apesar deste não ser pessoa. Nelson Nery e Rosa Maria também comparam essa posição à proteção da imagem do falecido, asseverando que são proteções diretas ou indiretas de quem não tem personalidade jurídica, como o não nascido ou o morto.
Em contraposição a corrente natalista, a teoria concepcionista afirma que o nascituro é sujeito de direitos e deveres desde sua concepção. Dessa forma, o concebido, ainda que não nascido, tem personalidade jurídica. Para essa corrente, como a legislação assegura ao nascituro diversos direitos, forçoso seria reconhecer que esse tem personalidade, já que não há direito sem sujeito. A resguarda de tais direitos serviria para "afastar, peremptoriamente, a tese natalista, por pregar que somente seria possível reconhecer direitos do nascituro depois de nascer vivo", nas palavras de Cristiano Chaves e Nelson Rosenvald. No Brasil defendem a corrente concepcionista Clóvis Beviláqua, Francisco Amaral, Silmara Juny Chinellato, Maria Helena Diniz, Pablo Stolze Gagliano e Rodolfo Pamplona Filho. Em Portugal, são defensores da corrente António Menezes Cordeiro, José de Oliveira Ascensão e Diogo Leite Campos.
Há ainda uma corrente intermediária, denominada personalidade condicional, na qual, não obstante o nascituro não dispor de personalidade jurídica - nesse ponto se aproxima da teoria natalista - a ele são reconhecidos direitos sob forma de condição suspensiva - nascimento com vida. Implementada a condição, isto é, nascendo com vida, a personalidade do nascituro retroage ao momento de sua concepção - aqui, a teoria se aproxima mais da concepcionista. O nascituro disporia de uma personalidade condicional, porque haveria uma condição pendente a implementação de sua personalidade - o nascimento com vida. Essa posição é defendida no Brasil por Washington de  Barros  Monteiro, Miguel Maria de Serpa Lopes e Arnaldo Rizzardo. Em Portugal, é adepto desse entendimento Rabindranath Valentino Aleixo Capelo de Souza.
A corrente da personalidade condicional é criticada tanto pelos adeptos da corrente natalista quando pelos da corrente concepcionista. Para os natalistas, a ideia de um direito sob condição suspensiva não resolve o problema, já que esse direito existe - ainda que sob condição suspensiva -, e como não se admite direito sem sujeito, concluir-se-ia que o nascituro seria na verdade pessoa. Já para os concepcionistas, a teoria da personalidade condicional é um mero desdobramento da teoria natalista, já que parte da mesma premissa que a teoria natalista: de que a personalidade só tem início com o nascimento.

## Legislações nacionais e internacionais
Muitos países adotam a regra de que o nascituro não é pessoa, assegurando-lhe, contudo, direitos caso venha a nascer com vida. É o caso da Espanha, que em seu Código Civil determina que "o nascimento determina a personalidade", asseverando que o concebido é considerado nascido para todos os efeitos que lhe sejam favoráveis, desde que ocorra o nascimento com vida, com o desprendimento do útero materno. De modo semelhante, o Código Civil holandês considera o nascituro como se já nascido, na frequência exigida por seus interesses; nascendo sem vida, no entanto, é reputado como se nunca tivesse existido. O Código Civil italiano dispõe que "a capacidade jurídica é adquirida desde o momento do nascimento", mas que os direitos que a lei reconhe em favor dos concebidos ficam "subordinados ao evento do nascimento". O Código Civil suíço regra que "os direitos da personalidade começam com o nascimento (...)" e que antes do nascimento, o não concebido "tem capacidade jurídica, desde que nasça vivo". Já Código Civil alemão  prescreve que "a capacidade legal de um ser humano começa na conclusão do nascimento", mas assegura ao nascituro direitos sucessórios.
Por outro lado, países como Argentina e Hungria reputam o nascituro como pessoa. O Código Civil argentino foi influenciado pelas ideias de Augusto Teixeira de Freitas, que em seu esboço do Código Civil defendia que a personalidade jurídica existia desde a concepção. Dispõe o Código Civil e Comercial da Argentina que "a existência da pessoa humana começa com a concepção". Caso nasça com vida, o concebido adquire os seus direitos de forma irrevogável. Não nascendo com vida, a pessoa é considerada como nunca tendo existido, havendo presunção de nascimento com vida. Já o Código Civil húngaro prescreve que a capacidade jurídica se dá desde a data da concepção, com a condição de que o concebido nasça com vida.
A Convenção Americana sobre Direitos Humanos afirma que "toda pessoa tem o direito de que se respeite sua vida" e que esse direito deve ser protegido pela lei e, em geral, "desde o momento da concepção".

## Brasil
O Código Civil brasileiro parece ter adotado a visão natalista, ao dispor em seu art. 2º que "a personalidade civil da pessoa começa do nascimento com vida (...)" (art. 2º), em aproximação com o entendimento de que o nascituro não é pessoa, pois desprovido de personalidade jurídica (teoria natalista). Todavia, na continuação do dispositivo, é dito que "a lei põe a salvo, desde a concepção, os direitos do nascituro", em regra mais próxima daquela defendida pela teoria concepcionista.
Apesar do direito brasileiro apresentar regra que parece se conformar mais à teoria natalista, contém em suas leis diversas provisões que garantem direitos ao nascituro. Para autores filiados à corrente concepcionista, tais direitos seriam uma demonstração de que o nascituro é reputado como pessoa. O Código Civil parece ter adotado essa posição, já que põe a salvo os "direitos do nascituro". Para a corrente natalista, tais direitos não são a rigor do nascituro, já que esse, como não detém personalidade, não pode ser sujeito de direitos. Seriam, em verdade, mera expectativa de direito, a depender de um fato futuro - nascimento com vida - para produzir efeitos.
A título de exemplo, o Brasil criminaliza o aborto, previsão normativa que para a corrente concepcionista só é possível se admitindo que o nascituro tem personalidade jurídica. Nesse sentido, Paulo Nader afirma que, sendo o direito unitário, "haveria uma incoerência lógica no sistema se ao mesmo tempo reconhecesse personalidade jurídica ao nascituro e admitisse o aborto em quaisquer de suas modalidades". O Código Penal brasileiro, inclusive, coloca o aborto no capítulo de "crimes contra a vida", implicando que o nascituro é pessoa, r chocando-se com o que é previsto no Código Civil.
O Código Civil brasileiro em diversas passagens assegura direitos ao não nascido. É admitida a doação ao nascituro, e a esse pode ser nomeado um curador. O nascituro tem direito à sucessão, e os já concebidos no momento da abertura da sucessão legitimam-se a suceder.

### Alimentos
Os doutrinadores divergem quanto aos direitos a alimentos ao nascituro na impossibilidade deste ser até mesmo considerado ser humano, quanto mais titular ou capaz de direito.
O Código Civil, ao mesmo tempo em que concebe direitos ao nascituro, dispõe que a personalidade começa do nascimento com vida, o que põe em questão a relação entre personalidade (humana) e subjetividade jurídica. Para os defensores dos direitos dos animais, por exemplo, um animal pode ser titular de direitos subjetivos, mas não possui personalidade (humana). A diferenciação entre ambos os institutos é questionada por Amaral, que desafia: "como se fosse possível separar personalidade da subjetividade jurídica". Para Bevilácqua, in Teoria geral do direito civil (RIO 1975), "a capacidade de direito confunde-se com a própria personalidade".
Já com relação à questão da capacidade jurídica, Carlos Maximiliano expressa que "A mãe da criança pode acionar, porém, em nome do filho menor ou nascituro, no papel de tutora, ou curadora, nata; pois não se cogita de reparação à mulher, e sim de adquirir ou recobrar o filho o seu estado civil. Basta estar a pessoa concebida para ser sujeito de direito; naquilo que ao embrião aproveita, intervém a seu favor a Justiça, provocada a agir pelos representantes legais dos incapazes: Infans conceptus pro jam nato habetur quoties de ejus commodis agitur, "a criança concebida se tem como nascida já, toda vez que se trata do seu interesse e proveito"."
É premissa, portanto, que o nascituro é pessoa incapaz. E ele pode ser representado judicialmente por quem detém o pátrio poder, quando não tiver interesses conflitantes e for capaz ou, caso contrário, por curador nomeado ou pelo Ministério Público, até quando for suficiente para o exercício pleno.
Esta ressalva exprime que o ser humano, desde o momento em que é concebido, considera-se como já tendo nascido para tudo quanto diga a conservação de sua expectativas de direito. É a consagração do velho preceito do direito romano - "nasciturus pro jam nato habetur si de ejus commodo agitur” (o nascituro considera-se como nascido, quando se trata de seus interesses)."
Nasciturus pro iam nato habetur quando de eius commodo agitur ("no interesse do nascituro, é ele considerado já nascido"). Sempre que se trata de aplicação do princípio, há pretensão do nascituro à sentença (resolução judicial), qualquer que seja (declarativa, condenatória, constitutiva, mandamental, executiva), e à execução. A cada pretensão corresponde ação, como aconteceria se o titular da pretensão fosse pessoa já nascida.
Continuando, Pontes de Miranda reforça a necessidade que justificam os alimentos:
"Durante a gestação, pode ser preciso à vida do feto e à vida do ente humano, após o nascimento, outra alimentação ou medicação. Tais cuidados não interessam à mãe; interessam ao concebido. Por outro lado, há despesas para roupas e outras despesas que têm que ser feitas antes do nascimento, delas exigir a pessoa logo ao nascer. O “quantum” de alimentos é limitado, e o que escreveu Oliveira Cruz "o maior desses direitos é, sem dúvida o de ser alimentado e tratado para poder viver; assim pode a mãe pedir alimentos para o nascituro, hipótese em que, na fixação, o juiz levará em conta as despesas que se fizerem necessárias para o bom desenvolvimento da gravidez, até o seu termo final, e incluindo despesas médicas e medicamentos".
Reafirmando-se, "os alimentos provisionais podem ser pedidos ... inclusive a nascituro", no entendimento de Moura Bitencourt, em seu livro Alimentos, página 115 (EUD,1979).
Guima Tamã (in: Tudo sobre alimento, Síntese), didaticamente discrimina todas as possíveis situações em que são devido os alimentos, destacando-se: "1.11. A descendente grávida de qualquer um: Estando grávida a filha, neta ou bisneta, etc., sem rendimentos para se manter, pode acionar os pais, avós ou bisavós, que os tenham para alimentá-la, mesmo sendo ela maior e filho não legitimo. Essa obrigação do ascendentes decorre da necessidade de ser alimentado o nascituro".
Uma vez concebido, ou seja, a partir do ovo, a responsabilidade dos alimentos esta presente. Ao nascituro são devidos alimentos em sentido lato – alimentos civis – para que possa nutrir-se e desenvolver-se com normalidade, objetivando o nascimento com vida. Deve-se incluir nos alimentos, a adequada assistência médico cirúrgica e as despesas do parto.

## Portugal
Em Portugal, está definido no artigo 66.º do Código Civil que o começo da personalidade "adquire-se no momento do nascimento completo e com vida" (1) e que "os direitos que a lei reconhece aos nascituros dependem do seu nascimento" (2).